# Microsphaera berberidis
Microsphaera berberidis là một loài Ascomycetes trong họ Erysiphaceae. Loài này được DCLev. miêu tả khoa học đầu tiên năm.
Đây là loài gây hại phát triển phổ biến ở Uzbekistan.